# Waldstatt
Waldstatt ist eine politische Gemeinde im Hinterland des Kantons Appenzell Ausserrhoden in der Schweiz.

## Geographie

Luftbild von Walter Mittelholzer, 1923

Waldstatt liegt in der Mitte des Vierecks Herisau, Hundwil, Urnäsch und Schwellbrunn und ist somit die einzige Gemeinde im Kanton, die an keinen anderen Kanton grenzt. Das Dorf liegt mit der Kirche in einer muldenartigen Senke des Molassehügellandes am Fusse von Geisshalden und südseits vom Höhenrücken Oberwaldstatts. Die Gemeinde Waldstatt hat eine Gesamtfläche von 669 ha. Davon sind 84 ha bewohnte, 405 ha landwirtschaftliche und 173 ha bestockte Flächen, also Wälder und Gehölze. Die restlichen 7 ha gelten als unproduktive Flächen. Der höchstgelegene Punkt in Waldstatt liegt auf 967 m ü. M., der tiefste auf 666 m ü. M.

## Geschichte
1374 hiess die Siedlung Ober Walstatt, 1415 Wallstatt. Sie gehörte damals zur Rhode und zur Kirchgemeinde Herisau und teilt insofern deren politische Geschichte. 1719 wurde das Kirchen- und Armengut von Herisau getrennt, und Waldstatt erlangte seine Selbstständigkeit. Dabei bildet die Gemeinde eine Ausnahme: Waldstatt ist die einzige Ausserrhoder Gemeinde, die schon vor dem Bau der Kirche zu ihrer Selbstständigkeit kam. Trotzdem gilt als Gründungsjahr 1720.
Die Verlegung der wichtigen Verbindungsstrasse von St. Gallen ins Toggenburg durch Waldstatt statt über Schwellbrunn 1789 gab wichtige Entwicklungsimpulse, und der Weiler entwickelte sich in der Folge zum Dorf. Das Dorf wuchs zuerst entlang der Hauptverkehrsachsen, nach dem Zweiten Weltkrieg haben sich ruhigere Wohnquartiere ausserhalb entwickelt.
Zu Beginn des 19. Jahrhunderts, ganz besonders aber 1817, wurde Waldstatt hart von der Hungersnot im Appenzellerland getroffen. Die Nachfrage nach Textilien war eingebrochen, die Ernten fielen aufgrund diverser Naturereignisse schlecht aus und die Lebensmittelpreise stiegen fast jede Woche an. Deswegen zogen viele aus dem Dorf weg oder verhungerten. Erst ab Mitte des 19. Jahrhunderts begann sich das Dorf von den Krisenjahren zu erholen, und ein Aufschwung in jeglicher Hinsicht wurde wieder möglich.
1839 wurde die Station für den Post-Eilwagen gebaut, der von St. Gallen nach Uznach fuhr. Es war die erste Verbindung im Appenzellerland, die vom Post-Eilwagen bedient wurde. 1875 erhielt Waldstatt eine Station an der Bahnlinie, die von Winkeln (St. Gallen) nach Urnäsch führte. 1880 wurde die erste Zentrifuge zur Käseherstellung in der Schweiz in Betrieb genommen. Die Steblenbachbrücke wurde 1925 errichtet.
Seit 1919 werden die öffentlichen Aufgaben von der Einwohnergemeinde und der Dorferkorporation übernommen; letztere ist für Wasserversorgung und Kehrichtwesen verantwortlich. Ab 1911 gab es eine römisch-katholische Pfarrei, die die Gemeinden Urnäsch-Hundwil-Waldstatt umfasste. 1973 wurde in Waldstatt eine katholische Kirche gebaut. Die reformierte Kirchgemeinde hat sich 2023 mit Herisau, Schwellbrunn und Schönengrund zur Evangelisch-reformierten Kirchgemeinde Appenzeller Hinterland zusammengeschlossen.
1961 war Waldstatt die erste Gemeinde in der Schweiz, die 27 Flüchtlinge aus Tibet aufnahm. Sie wurden im Tibeterheim untergebracht. Einige von ihnen liessen sich später in Waldstatt einbürgern.

### Bevölkerung
| Bevölkerungsentwicklung | Bevölkerungsentwicklung | Bevölkerungsentwicklung | Bevölkerungsentwicklung | Bevölkerungsentwicklung | Bevölkerungsentwicklung | Bevölkerungsentwicklung | Bevölkerungsentwicklung | Bevölkerungsentwicklung | Bevölkerungsentwicklung | Bevölkerungsentwicklung | Bevölkerungsentwicklung | Bevölkerungsentwicklung | Bevölkerungsentwicklung | Bevölkerungsentwicklung |
| ----------------------- | ----------------------- | ----------------------- | ----------------------- | ----------------------- | ----------------------- | ----------------------- | ----------------------- | ----------------------- | ----------------------- | ----------------------- | ----------------------- | ----------------------- | ----------------------- | ----------------------- |
| Jahr                    | 1734                    | 1800                    | 1850                    | 1870                    | 1900                    | 1920                    | 1941                    | 1960                    | 1980                    | 1990                    | 2000                    | 2010                    | 2022                    |                         |
| Einwohner               | 634                     | 1034                    | 983                     | 953                     | 1483                    | 1513                    | 1297                    | 1536                    | 1440                    | 1529                    | 1710                    | 1772                    | 1849                    |                         |

## Politik
Seit 2013 ist Andreas Gantenbein Gemeindepräsident der Gemeinde Waldstatt. Diese verfügt über einen siebenköpfigen Gemeinderat, der unter der Leitung des Gemeindepräsidenten steht. Der Rat wird von den Stimmbürgern für eine vierjährige Amtszeit im Majorzverfahren bestimmt. Der Gemeinderat ist ein politisches Organ der Exekutive und kümmert sich im Rahmen seiner Kompetenzen um die laufenden Geschäfte der Gemeinde. Es gibt auf Gemeindeebene keine begrenzte Anzahl Amtszeiten. Die aktuelle Zusammensetzung des Gemeinderats ist auf der Webseite der Gemeinde abrufbar.
Aufgrund der Einwohnerzahl darf Waldstatt zwei Personen im Kantonsrat in Herisau stellen, der die Legislative des Kantons bildet. Die Personen werden im Majorzverfahren von den Stimmbürgern für eine Amtszeit von vier Jahren bestimmt. Die Kantonsräte vertreten die Interessen der Gemeinde auf kantonaler Ebene. Die aktuellen Vertretungen aller Gemeinden sind auf der Webseite des Kantonsrats verzeichnet.

### Gemeindewappen
|                              | Grosses Wappen von Waldstatt |
| Grosses Wappen von Waldstatt | Blasonierung: «Geteilt, oben in Schwarz zwischen vier Tannen eine Kapelle mit Haubenturm und Grün, der Schildfuss grün.» |
| Grosses Wappen von Waldstatt | Wappenbegründung: Das («kleine») Wappen greift auf die älteste Petschaft von 1804 zurück und wurde vom Gemeinderat am 10. Februar 1970 anlässlich der 250-Jahr-Feier beschlossen. Damit wurde eine bis dahin fehlerhafte Wappendarstellung berichtigt. Das «grosse» Wappen zeigt dazu einen schwarzen, rotgezungten Bären mit rotem Gemächt als Schildhalter. |

## Wirtschaft und Infrastruktur
Neben althergebrachter Vieh- und Milchwirtschaft entwickelten sich im 18. Jahrhundert Textilgewerbe und -handel, Weberei und später Stickerei. Auch der Abbau von Torf und Sandstein hatte eine gewisse Bedeutung. In der ersten Hälfte des Jahrhunderts war die Leinwandweberei vorherrschend, ab Mitte des Jahrhunderts überwog die Herstellung des Baumwollmusselins. Um 1800 gab es 400 Webstühle in der Gemeinde. Im 19. Jahrhundert waren rund drei Viertel der arbeitenden Bevölkerung in der Textilbranche tätig. 1890 wurde eine mechanische Jacquardweberei eingerichtet, 1908 zwei mechanische Webereien und eine Stickfabrik gebaut. Ab Beginn des Ersten Weltkrieges durchlitt der Wirtschaftszweig eine schwere Krise, und viele Arbeitnehmende verloren ihre Anstellung. Erst ab Mitte des 20. Jahrhunderts konnte sich die Branche erholen, erreichte ihre ursprüngliche wirtschaftliche Bedeutung aber nicht mehr.
1792 wurde ein Bad in Unter-Waldstatt eröffnet, und Waldstatt wurde in der Folge zum Kurort. Das Bad war unter dem Namen «Säntisblick» bekannt und war vom Ratsherr Joshua Kessler gegründet worden. Ab Mitte des 19. Jahrhunderts verfügte das Bad auch über eine eigene Brauerei, die 1923 von der Bierbrauerei Haldengut übernommen und als Depot genutzt wurde. Der «Säntisblick» war ein beliebter Tagungsort für Politik und Wirtschaft, auch die Kantonsverfassung in den Jahren 1858 und 1876 wurde dort verhandelt. Ein weiterer berühmter Kurort in Waldstatt war das «Hotel & Kurhaus Hirschen». Der Kurtourismus ging nach dem 2. Weltkrieg zurück. Bis 1964 waren die Ortstafeln mit «Kurort Waldstatt» beschriftet.
Ab etwa 1935 verlagerte sich das Schwergewicht der Beschäftigung auf die Verarbeitung von Holz, Metall und Kunststoff. 2005 stellte der Agrarsektor 13 Prozent und die Industrie 52 Prozent der Arbeitsplätze in der Gemeinde.

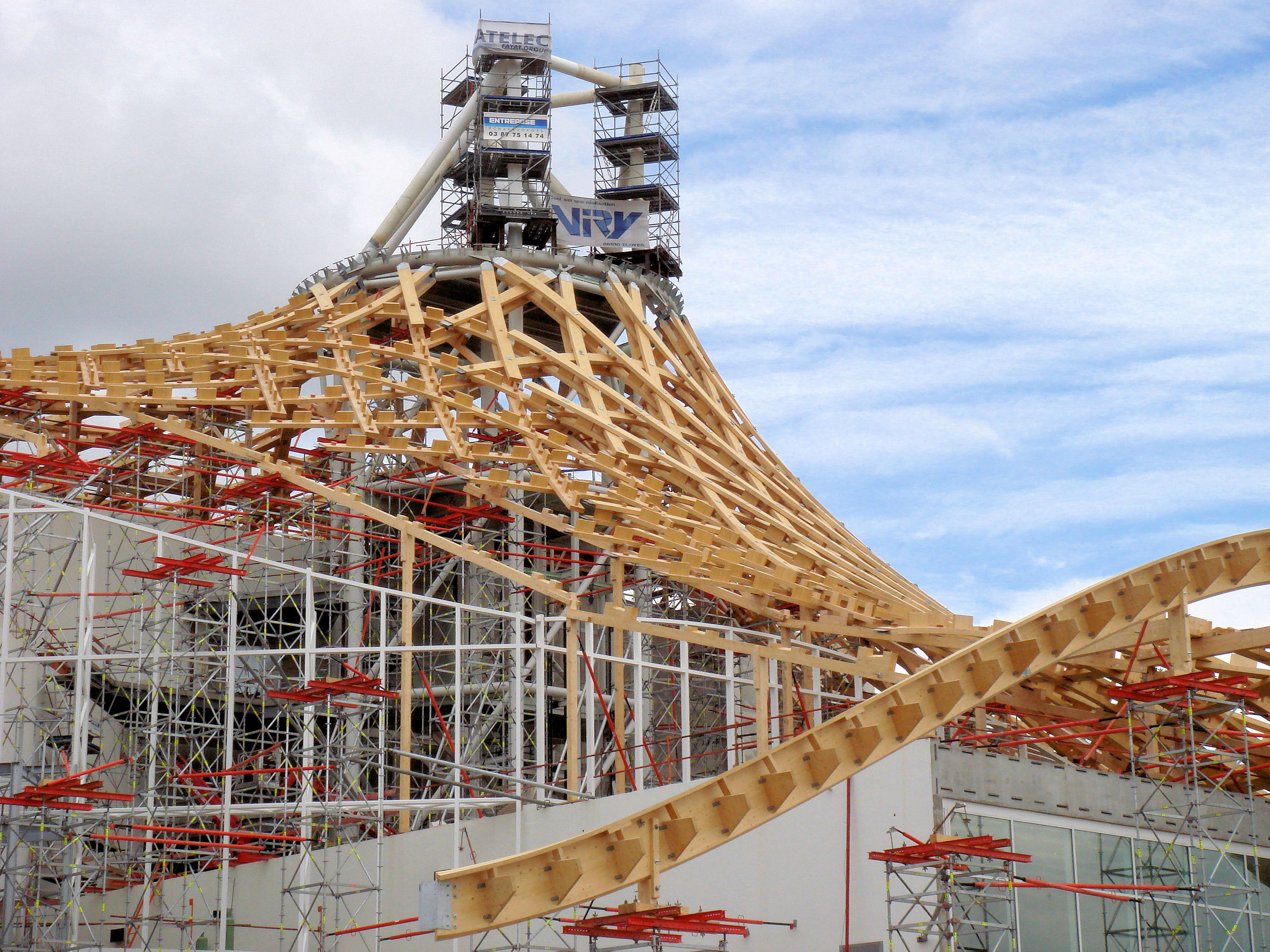
Die Dachkonstruktion des Centre Pompidou in Metz, Architekt: Shigeru Ban, Holzkonstruktion: Hermann Blumer

Waldstatt kann als eine Holzbau-Hochburg gelten. Eine der treibenden Kräfte ist der Ingenieur Hermann Blumer. Er übernahm einst das Holzbaugeschäft Blumer von seinem Vater. 1978 entwickelte er den Blumer-System-Binder, der neuartige Tragwerke ermöglichte und zuerst beim Bau des Säntispark in Abtwil eingesetzt wurde. Auch die Erfindung der Lignatur-Kastenquerschnitte für Decken von 1985 geht auf Blumer zurück. Er hat mehrere, international tätige Firmen gegründet, die für den modernen Holzbau wegweisend waren.
Neben dem Holzbau sind weitere wichtige Unternehmen in Waldstatt: Die Wagner AG, die seit 75 Jahren im Metalldruckguss, Thermoplast-Spritzguss und Werkzeugbau tätig ist. Sie produziert in der Schweiz und in Bosnien-Herzegowina Teile für die Automobil- und Maschinenbauindustrie. Arcolor wurde 1996 in Waldstatt gegründet und hat inzwischen auch eine Niederlassung in China. Die Firma ist spezialisiert auf wasserbasierte Druckfarben, die etwa für Verpackungen, Tapeten und Folien eingesetzt werden. Ausserdem verfügt Waldstatt über ein vielfältiges Gewerbe, vom Brauchtumssattler bis zum Architekten. Mit Bäckerei, Metzgerei und Coop sind Einkaufsmöglichkeiten für den täglichen Bedarf vorhanden. Und es gibt diverse Gasthäuser.

### Medien
«De Waldtätter» ist das Publikationsorgan der Gemeinde. Es erscheint sechsmal im Jahr und wird gratis an alle Haushalte verteilt. Betreut wird es von einer vierköpfigen Kommission Kommunikation, gedruckt wird es von der Appenzeller Druckerei in Herisau.

### Bildung
Die Anfänge der Schulbildung in Waldstatt waren in einer Schulstube im Pfarrhaus, unterrichtet wurde von Joh. Jakob Mock. Die erste Freischule eröffnete 1727. Dort mussten die Schüler kein Wochengeld bezahlen, da die Ausgaben von der Gemeinde übernommen wurden. Nach der Helvetik 1805 gab es im Kanton Appenzell Ausserrhoden eine Hoch-Obrigkeitliche Schulordnung, die forderte, dass ab sofort auch der Schulmeister einige Anforderungen erfüllen müsse. Dank dieser Anordnung wurde 1806 die Repetierschule im hinterländischen Dorf errichtet. Darin wurde die achte und neunte Klasse während einem Tag in der Woche unterrichtet. Ein erstes, kleines Schulhaus wurde 1827 gebaut, 1868 baute die Gemeinde ein Doppelschulhaus und richtete darin ab 1885 auch eine Realschule ein. Das jährliche Schulgeld belief sich auf 40 Franken pro Schüler. 1921 wurde die Realschule von der Gemeinde übernommen. Wo früher das Doppelschulhaus gestanden hatte, wurde 1993 ein Oberstufenschulhaus erstellt. Ab 1925 gab es eine obligatorische Töchterfortbildungsschule.
Heute gibt es in Waldstatt einen Doppelkindergarten und einen weiteren kleineren Kindergarten. Unterhalb der evangelischen Kirche befinden sich das Primarschulhaus sowie das Sekundarschulhaus. Die weiterführende Kantonsschule muss in Trogen besucht werden. Die Tagi Waldstatt ist eine Tagesbetreuung mit Mittagstisch für Kinder von Kindergarten bis Oberstufe.
Waldstatt ist der Musikschule Herisau-Appenzeller Hinterland angeschlossen.

### Öffentliche Einrichtungen
Im Jahr 1900 beschloss der Frauenverein von Waldstatt, einen Krankenpflegeverein zu gründen, um eine Krankenschwester für Heimpflege anzustellen. In der Anfangszeit übernahmen Diakonissen aus Riehen diesen Dienst, später wurden auch freie Schwestern eingestellt. Ab 1980 wandelte sich der einstige Kranken- und Heimpflegeverein allmählich in eine Spitex-Organisation.
1965 wurde das ehemalige Kurhotel Bad Säntisblick in ein privates Altersheim umgewandelt. Ab 2008 wurde es umgebaut, modernisiert und erweitert. Seit 2016 wird es von einer Immobiliengesellschaft getragen. Neben dem Alters- und Pflegeheim gibt es seit 2021 auch zwei Mehrfamilienhäuser mit Alterswohnungen.

### Soziale Institutionen
Die Sonnenhalde in Waldstatt war ursprünglich ein Stickereilokal. 1930 eröffnete die Stiftung Schweizerische Ferienheime darin ein Erholungsheim «Für Mutter und Kind». Ziel war es, bedürftigen Frauen eine Auszeit zu ermöglichen. Die Kinder wurden betreut, damit sich die überarbeiteten Mütter Ruhe gönnen konnten. In den 1970er-Jahren übernahm die Stiftung Best Hope die Sonnhalde und richtete dort eine Aussenwohngruppe ein. Best Hope betreut Menschen mit psychischen, suchtbedingten und kognitiven Beeinträchtigungen.

### Verkehr

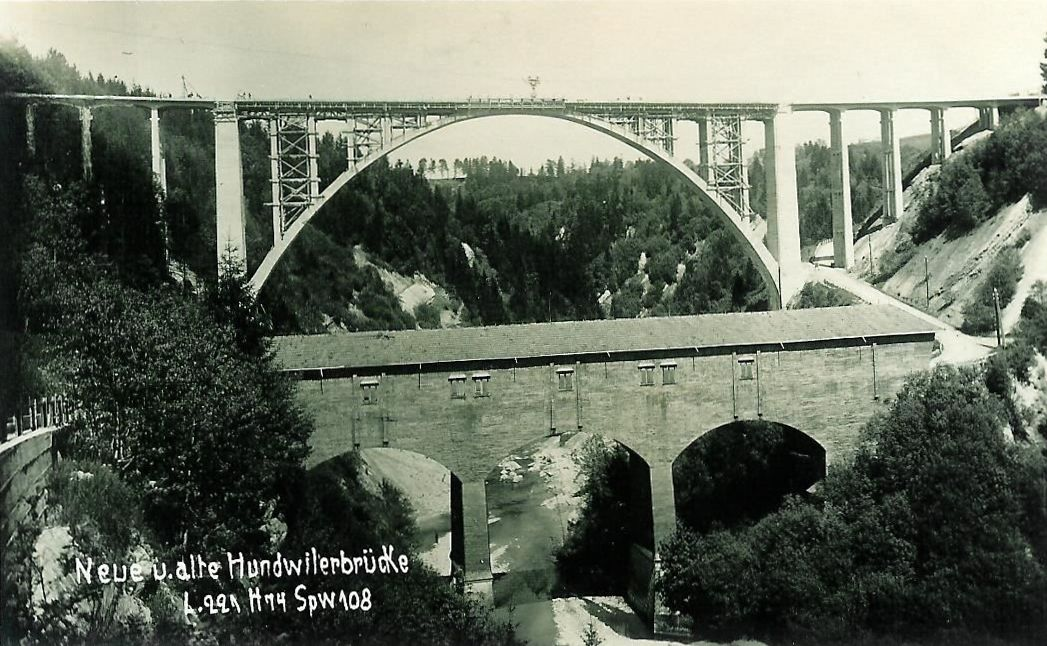
Brücken über das Hundwilertobel: Im Vordergrund die erste von 1838, im Hintergrund die zweite von 1925

In Waldstatt verzweigen sich die Verkehrswege nach Urnäsch und ins Toggenburg. Die Verbindung von Herisau ins Toggenburg über Waldstatt (statt wie vordem über Schwellbrunn) wurde um 1840 neu angelegt und zur Hauptverkehrsroute. Diese Entwicklung prägt das Dorfbild bis heute.
Die Gemeinden Waldstatt und Hundwil trennt das tiefe Tobel der Urnäsch. Die heute noch bestehenden beiden Auenstege datieren aus dem 15. bzw. 18. Jahrhundert – ein beschwerlicher Fussweg. Die erste gemauerte Brücke über das Hundwilertobel mit einer Scheitelhöhe von 26 Metern wurde 1838 gebaut. Hangrutschungen im Tobel und an den Zufahrtsstrassen führten jedoch dazu, dass eine neue, höhergelegene Brücke notwendig wurde. Das Projekt stammte von Kantonsingenieur Schläpfer. Die zweite Hundwilertobelbrücke war eine weitgespannte Betonbrücke von 221 Metern Länge und 73 Metern Scheitelhöhe, sie wurde 1925 dem Verkehr übergeben. Die Brücke litt mit den Jahren unter den Verkehrslasten, Wasser und Frost setzten ihr zu. Deshalb beschloss die Landsgemeinde 1988 einen erneuten Neubau. Es handelt sich erneut um eine Beton-Rippenbogen-Brücke, ihre Länge beträgt 268,8 Meter. Die dritte Hundwilertobelbrücke, die auf der Strecke der Hauptstrasse 463 liegt, wurde 1992 eingeweiht. Die Brücke von 1925 wurde 1993 gesprengt.
Ab Mitte des 19. Jahrhunderts bestand der Wunsch nach einer Anbindung des Appenzellerlands an die Eisenbahn. Das Projekt der Schweizerischen Gesellschaft für Localbahnen sah ursprünglich eine Bahn von Winkeln nach Herisau vor, diese wurde dann aber nach Waldstatt und Urnäsch verlängert. Die Bauarbeiten begannen 1874, die Strecke bis Urnäsch wurde 1875 eröffnet. Zunächst fuhr man mit Dampfzügen, in den 1930er-Jahren wurde die Strecke elektrifiziert. Ein weiteres Projekt einer Schmalspurbahn von Waldstatt über Schönengrund und St. Peterzell nach Lichtensteig wurde nie realisiert, da die Bodensee-Toggenburg-Bahn die Strecke über Degersheim favorisierte. Ab 1885 hiess die Localbahngesellschaft Appenzeller Bahn, 1988 ging die Bahn in der Fusion der Appenzeller Bahnen auf.
1904 nahm ein motorisierter Autobus den fahrplanmässigen Verkehr auf der Strecke St. Peterzell–Schönengrund–Waldstatt–Herisau auf, 1905 folgte die Verbindung Waldstatt–Stein–St. Gallen. Sie gehörten zu den ersten Strecken im Appenzellerland, die von Autobussen bedient wurden. Heute verkehren von Waldstatt aus Postautos nach Schönengrund und St. Peterzell sowie nach Herisau und über Hundwil und Stein AR nach St. Gallen.

## Kultur und Freizeit
Das Mehrzweckgebäude (MZG) wurde 1978 gebaut und im Rahmen einer zehntägigen Feier 1979 eingeweiht. Der Saal steht für Unterhaltungsabende von Vereinen zur Verfügung, dient aber auch der Gemeinde als Versammlungsraum. Im Gebäude gibt es nebst den Zivilschutzräumlichkeiten auch ein Feuerwehrdepot und zwei Handfertigkeitsräume für die Schule. Zuletzt wurde das MZG 2007 renoviert, wobei es mit einem Anbau samt Bühne ergänzt wurde.

### Kunst

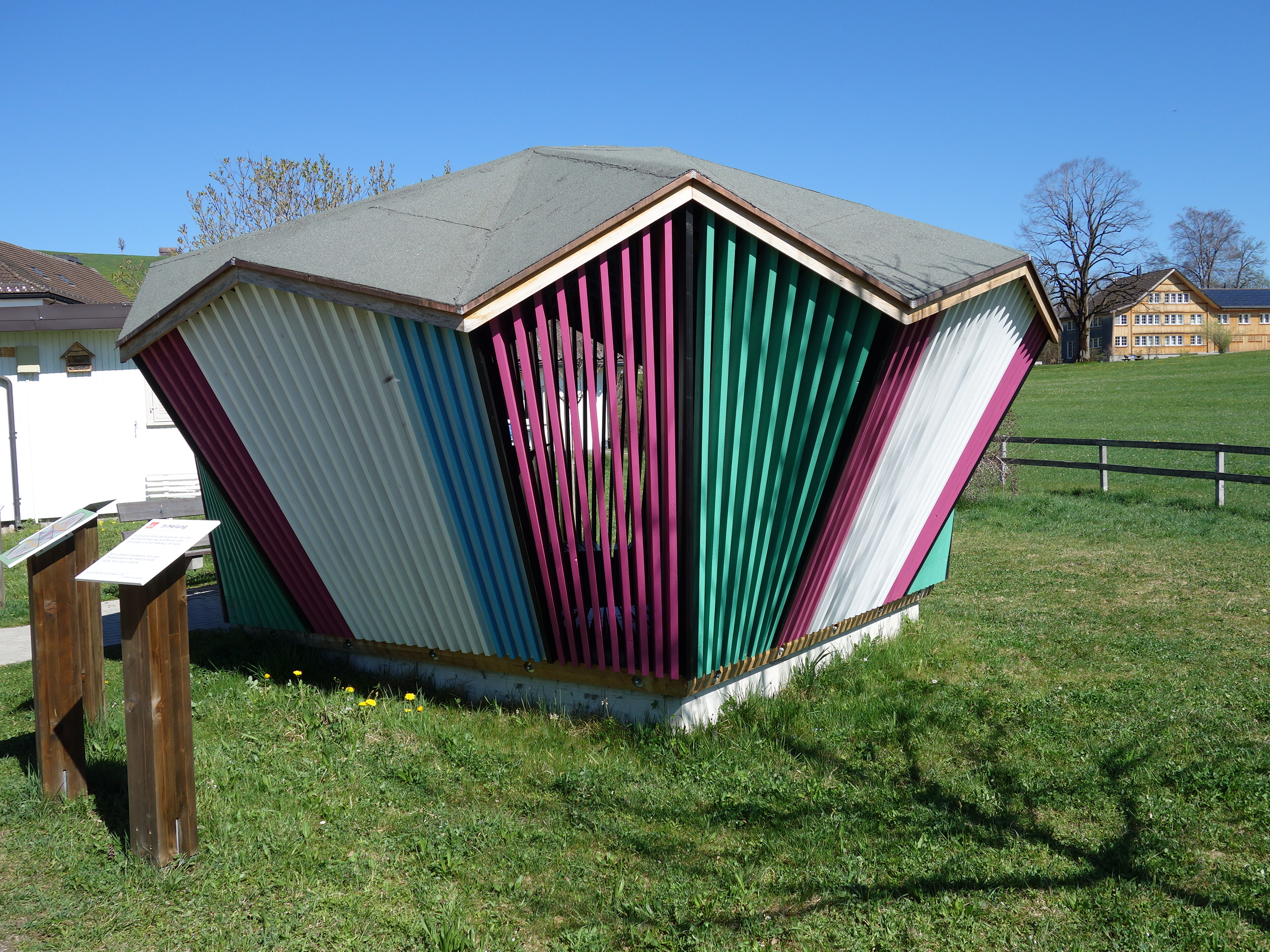
Emma-Kunz-Pavillon

Emma Kunz war eine Künstlerin und Heilerin, die von 1951 bis zu ihrem Tod 1963 in Waldstatt lebte. Ihre Bilder seien für das 21. Jahrhundert bestimmt, sagte sie einst. Ihre Kunstwerke malte sie auf grossförmiges Millimeterpapier. Die mit Farbstift und Ölkreide entstandenen Werke lotete sie mit einem Pendel aus. Dabei hatten für sie jede Farbe und jede Strichart eine genaue Bedeutung. Die Bilder nutzte Kunz als Arbeits- und Diagnoseinstrument. Auch ihren Patienten gab sie Bilder mit, damit sie die Heilkraft auf sich wirken lassen konnten. Der Emma-Kunz-Pfad zur Erinnerung an die vielseitig begabte Frau führt über fünf Stationen zu einem Holzpavillon mit Weitblick, der vom Holzbauer Hermann Blumer nach einer Zeichnung von Emma Kunz gestaltet wurde.
Zu Ehren des Kunstmalers Otto Bruderer gibt es eine Galerie an der Mittelstrasse 12. Seit seinem Tod 1994 wird die Ausstellung von seinem Nachkommen betreut. Es werden Werke des Künstlers präsentiert.
Hans Zeller wurde 1897 in Waldstatt geboren und starb 1983 in Teufen. Er war Landschaftsmaler und Porträtist, seine Zeichnungen von Appenzeller Charakterköpfen waren sehr populär.
Hans Ulrich Gantenbein (H9) ist 1962 in Waldstatt geboren. Nach einer technischen Ausbildung arbeitet er in der Medienbranche und schwerpunktmässig als Fotograf. Seine Spezialität sind Panoramabilder. Er publiziert in Büchern, Zeitschriften, Kalendern und auf Ansichtskarten.

### Musik
Seit 1863 besteht die Musikgesellschaft Waldstatt. Ursprünglich spielte die Musikgesellschaft in einer Harmoniebesetzung, ab 1879 dann als reine Blechmusik. An der Abendunterhaltung 1967 beschloss die Gesellschaft, zurück zur Harmoniebesetzung zu wechseln. Zum 75-Jahr-Jubiläum 1938 richtete sie das 2 Appenzellische Kantonalmusikfest in Waldstatt aus. Um 1958 wurden die ersten weiblichen Musikanten aufgenommen. Stand 2022 zählt der Verein 27 aktive Mitglieder und bietet alle zwei Wochen ein Ensemble für Nichtmitglieder an.
In der Gemeinde gibt es zudem einen Guggenmusik-Verein, die Mehrzweckblaari Waldstatt. Sie existiert seit 1979 in der Form einer unorganisierter Truppe, seit 2004 ist sie ein Verein. Er tritt im Zusammenhang mit den Fasnachts-Feierlichkeiten an vielen Orten der Region auf und ist teilweise auch ausserkantonal tätig.

### Bauwerke

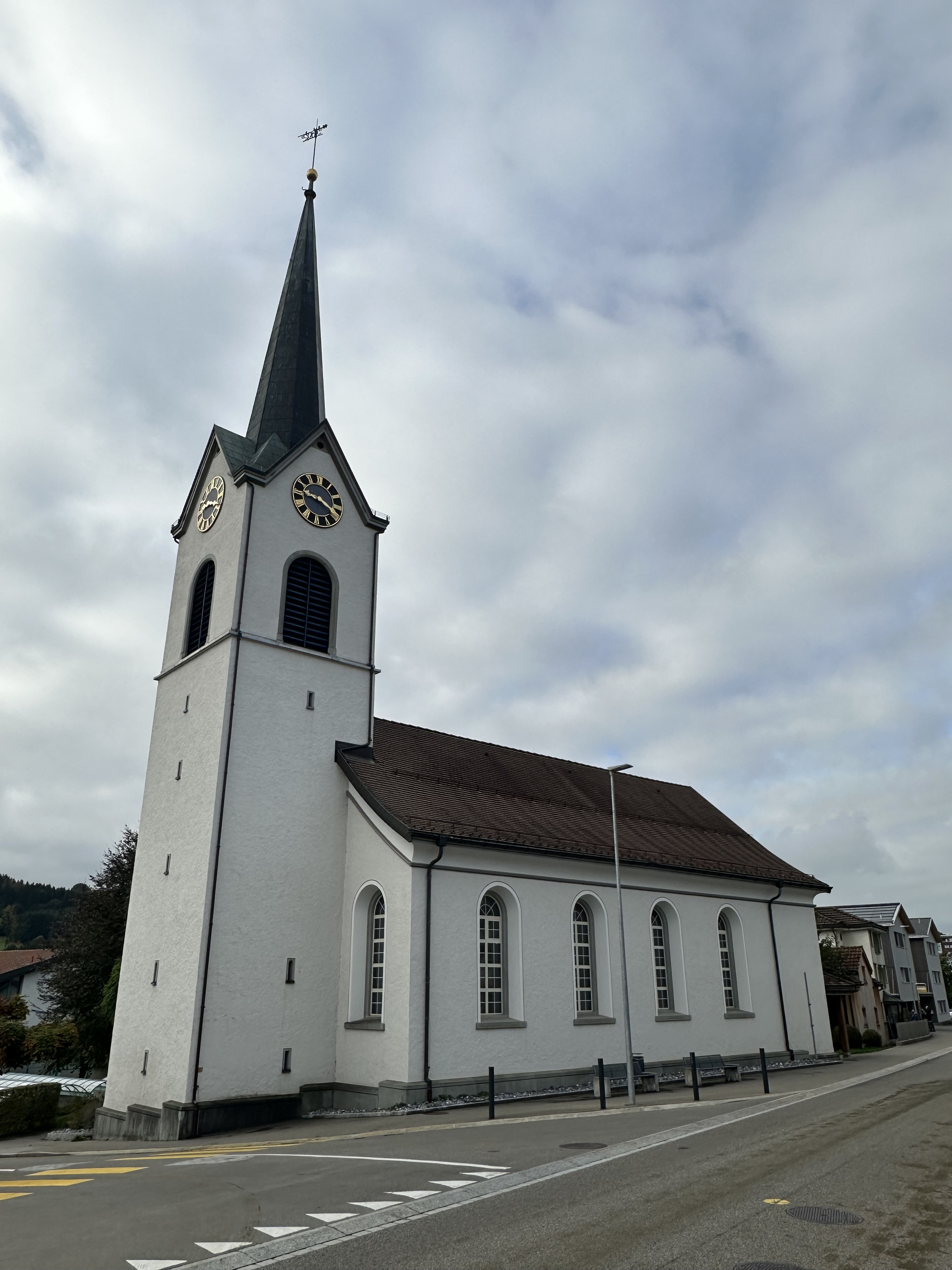
Reformierte Kirche Waldstatt

Waldstatt erhielt 1719 die Erlaubnis zum Bau einer Kirche, gleichzeitig wir Schönengrund – worauf ein Wettbewerb einsetzte und schliesslich beide Gemeinden die Einweihung am selben Tag feierten. Die Kirche von Waldstatt sollte gemäss den Wünschen des Grossen Rats ein bescheidener Bau werden. Das wurde erfüllt. Von aussen ist es ein schmuckloser Bau mit Bogenfenstern und einem Turm als Verlängerung der Mittelachse. Im Innern ist das Schiff kaum merklich vom Chor abgetrennt, ursprünglich gab es eine bemalte Kastendecke. 1765 wurde der Turm erhöht und eine Frauenempore eingebaut. 1934/35 wurde die Nordempore entfernt, eine Orgel eingebaut und Ida Schaer-Krause schuf ein Gipsrelief zur «Bergpredigt» für die Chorwand. Die letzte Renovation fand 1987 statt.
Die Badtöbeli-Brücke wurde 1991 erstellt. Sie hat eine Spannweite von 42 Metern. Die Brücke ist aus Holz, der Querschnitt ist ein neuartiges, fünfeckiges Raumfachwerk. Realisiert wurde die Konstruktion vom Herisauer Ingenieurbüro Steiner, Jucker und der Blumer AG.

### Sport
Früher diente ein Badeplatz an der Urnäsch als Abkühlungsort. Das klare und saubere Wasser zog viele Einwohner an. 1932 wurde dann aber ein Schwimmbad gebaut. In Spitzenjahren schrieb die Badeanstalt Zahlen von über 70'000 Badegästen. 1990 beschloss die Bevölkerung, das Schwimmbad sanieren zu lassen und vor Unwettern sicher zu machen.
Zwischen dem Schwimmbad und dem Mehrzweckgebäude verfügt Waldstatt seit 1994 über eine Sportanlage. Sie wird rege von einigen der insgesamt 17 Jugend- und Sportvereinen genutzt, die die Gemeinde vermerkt.
Waldstatt ist zudem ein Wandergebiet. Nebst Spaziergängen rund um das Dorf gibt es zahlreiche Wanderwege. Nicht weit entfernt liegt das Alpsteingebiet, das sich ebenfalls zum Wandern eignet. Zum 300-Jahr-Jubiläum 2020 richtete die Gemeinde den Holzweg ein. Es ist ein Themenwanderweg mit Stationen bei etwa bei der Badtöbeli-Holzbrücke, zur Sammlung altes (Holz-)Handwerk oder einer Holzwerkstatt. Ein weiterer Themenwanderweg ist der Emma-Kunz-Pfad (siehe unter Kunst).

### Regelmässige Veranstaltungen
Gidio Hosenstoss: Dieser Brauch wird einzig in Waldstatt und dem Nachbarort Herisau praktiziert. Der Waldstätter Gidio unterscheidet sich grundlegend vom Herisauer. In Waldstatt ist der 9. Klässler Gidiopfarrer für die Durchführung verantwortlich. Jährlich am Aschermittwoch findet ein grosser Umzug statt. Er verläuft durch das ganze Dorf. Zuvorderst fährt der Leichenwagen, mit ihm der verstorbene Gidio Hosenstoss, der jedes Jahr an einem anderen Unglück stirbt. Anschliessend folgen die Sujetwagen der Waldstätter Schüler. Sie lassen Themen des vergangenen Jahres wieder aufleben. Die Guggenmusik Mehrzweckblaari begleitet den Umzug und heizt die Passanten ein. Der Umzug wird von vielen Waldstätter Gewerbetreibenden unterstützt, welche den Kindern Süssigkeiten in die Hand drücken. Nach dem Umzug versammelt sich die Trauergemeinde im Dorf, wo der Gidiopfarrer die Gidiopredigt vorliest. Die Gidiopredigt ist ein humorvoller Text, der die (Lebens-)Geschichte des Gidios sowie sein Liebesleben mit der Eulalia Fadehäx thematisiert. Zudem ist die Predigt eine Zusammenfassung der Dorfereignisse des vergangenen Jahres und dem Weltgeschehen. Am Ende wird die diesjährige Todesursache des Gidio verkündet, worauf eine Prämierung der Umzugswägen und die Verkündung des nächsten Gidiopfarrers folgen.
Silvesterchlausen: Am Neuen Silvester, dem 31. Dezember, sind nur wenige Silvesterchläuse in Waldstatt zu sehen, da sie zu diesem Zeitpunkt meistens im Nachbarort Herisau umherziehen. Hingegen sind am Alten Silvester, dem 13. Januar, viele Schuppel (Gruppe von 6 bis 8 Silvesterchläusen) unterwegs. Auch heute noch vertreiben die Wüeschte Chläus die bösen Geister und die schöne Chläus locken die lieben Geister an, zusätzlich wünschen die Chläuse bei jedem Haus den Leuten ein gutes neues Jahr, weswegen sie von Sonnenaufgang bis Sonnenuntergang unterwegs sind. Die Chläuse werden in drei verschiedene Typen unterteilt: Schöni, Schö-Wüeschti und Wüeschti. Die Letztgenannten tragen Gewänder (Groscht), die mit Reisig, Laub und Stroh bedeckt sind. Die Schöne tragen edel verzierte Samttrachten und Hauben, die selbstgeschnitzte Alltagsszenen darstellen. Die Schö-Wüeschte sind wie die Wüeschte auch in Naturmaterialien gekleidet, wobei diese aber sorgfältig drapiert sind. Die Schöne gibt es seit Beginn des 20. Jahrhunderts, die Schö-Wüeschte seit 1960. Das Aussehen der Chläuse ist in stetiger Veränderung und hängt vom gesellschaftlichen Wandel ab. Frauen sind bei den Erwachsenen nicht beteiligt. Es gibt bei Goofenschuppel (Kinderschuppel) teilweise Mädchen, welche mitmachen.
Viehschau: In Waldstatt wird im Herbst alljährlich eine Viehschau veranstaltet. Dabei bekommen Waldstätter Viehzüchter die Möglichkeit, ihre schönsten Tiere in der Öffentlichkeit auszustellen. Dafür fahren (hergeleitet vom schweizerdeutschen Wort «öberefahre») die Bauern am Morgen mit ihren Tieren durch das Dorf. Dabei sind die Bauern und ihre Familien in traditioneller Tracht gekleidet. Danach versammeln sich die Viehzüchter samt Vieh auf einem Platz. Die Tiere werden nachmittags in verschiedenen Kategorien ausgezeichnet. Um etwa 16 Uhr verlassen die Landwirte den Viehschauplatz wieder.

## Persönlichkeiten
- Heinrich Altherr (1909–1993), Primarlehrer in Waldstatt 1930–1945, Schriftsteller
- Hermann Blumer (* 1943), Holzbauingenieur
- Monika Bodenmann-Odermatt, Politikerin, Präsidentin von Appenzellerland Tourismus[40]
- Armin Brunner (* 1983), Unihockeytrainer
- Fritz Frischknecht (1893–1983), Maler
- Hans Ulrich Gantenbein (* 1962), Fotograf
- Josef Jäger (1916–1992), Journalist und Redaktor
- Gustav Krapf-Schläpfer (1863–1939), Richter, Gemeindehauptmann und Sammler appenzellischer Volkskunst[41]
- Emma Kunz (1892–1963), Künstlerin und Heilerin
- Paul Rotach (1872–1955), Pädagoge, Kantonsrat und Regierungsrat
- Hans Schiele (1914–1990), Richter[42]
- Johann Jakob Schläpfer (1789–1850), Kaufmann, Landesseckelmeister, Landammann und Tagsatzungsgesandter
- Werner Zellweger († 2019), Zimmermeister[43]

## Bilder

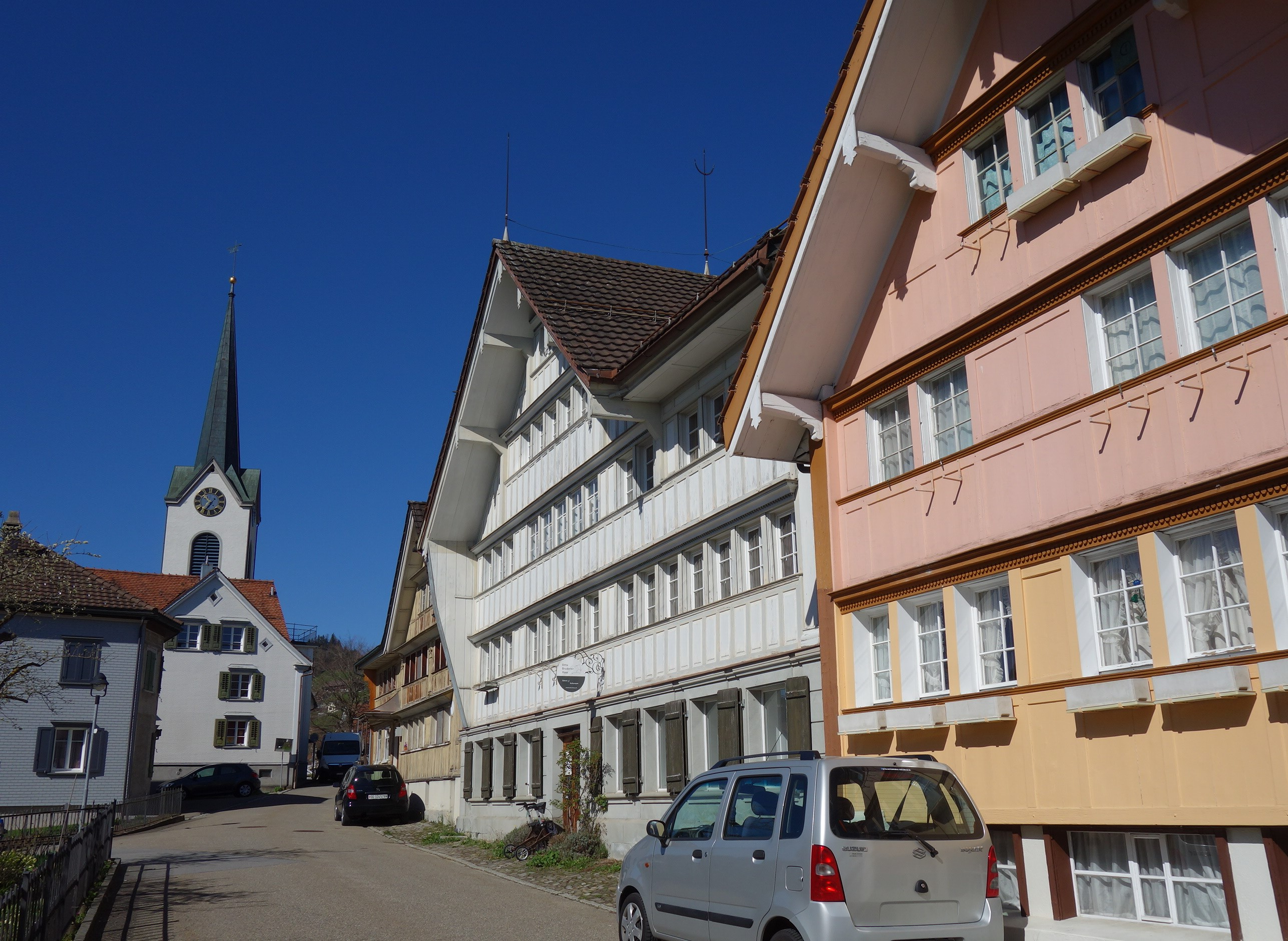
Mittelstrasse mit Kirche
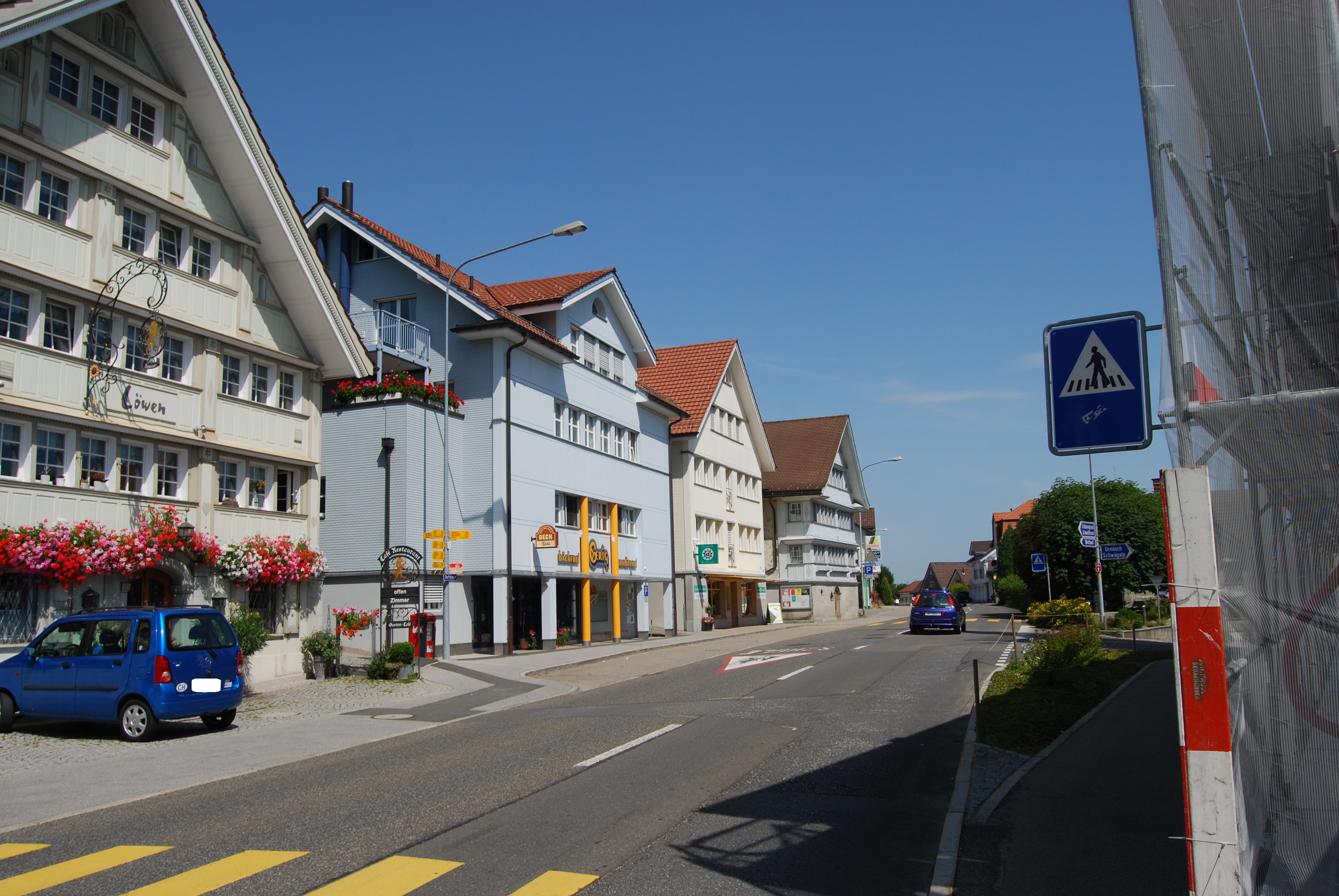
Dorfstrasse
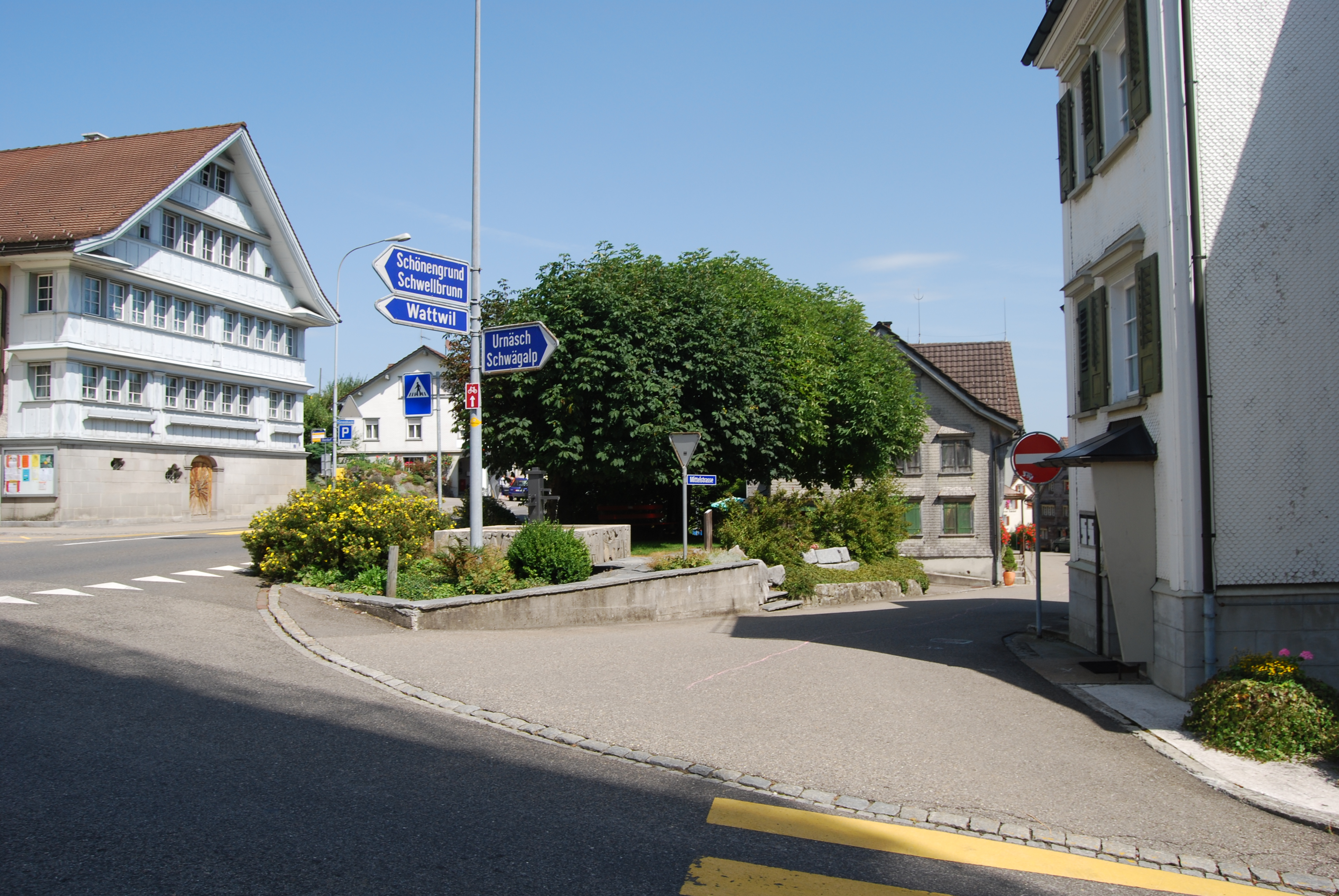
Kreuzung im Dorfzentrum
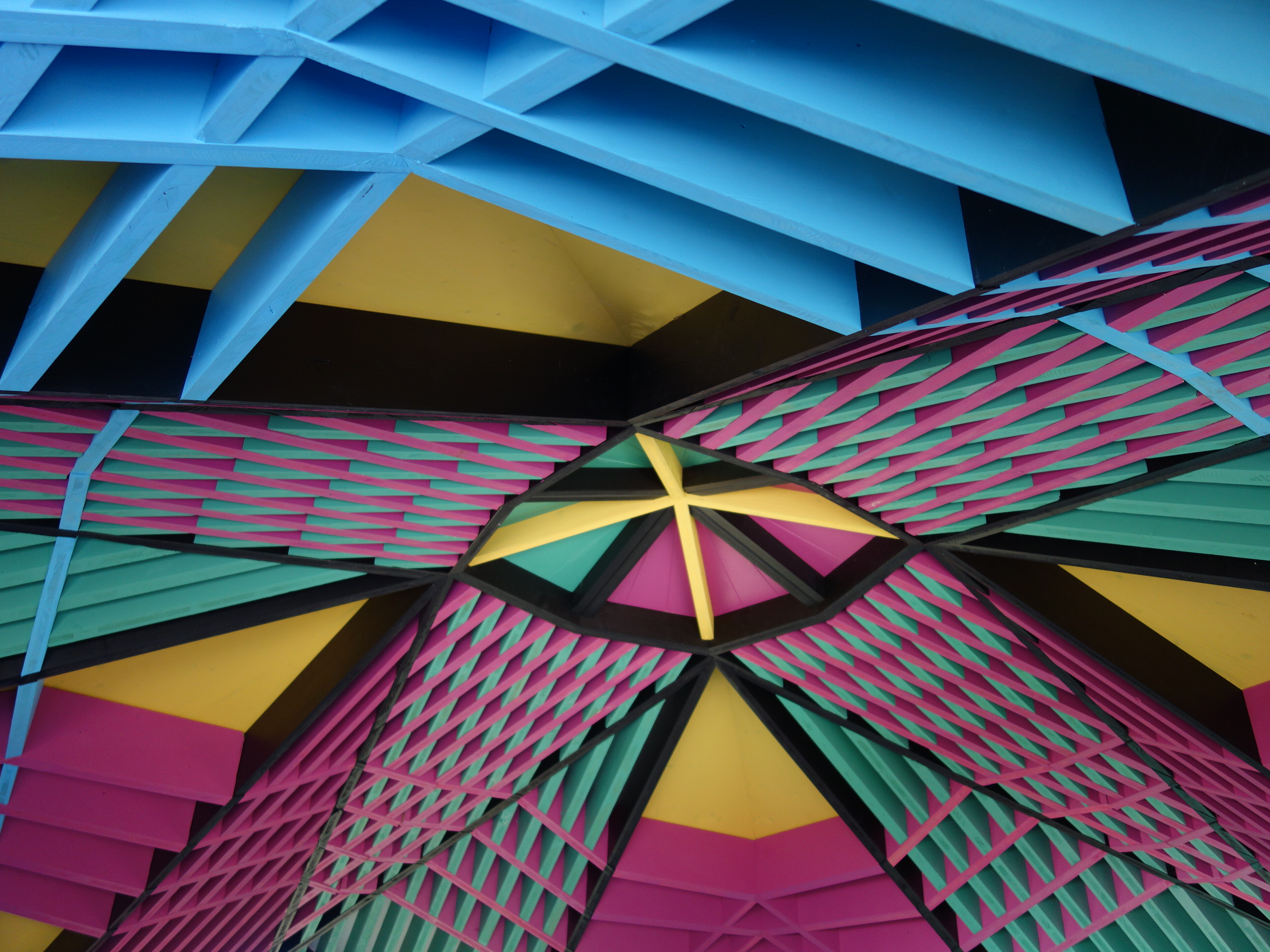
Im Innern des Pavillons für Emma Kunz
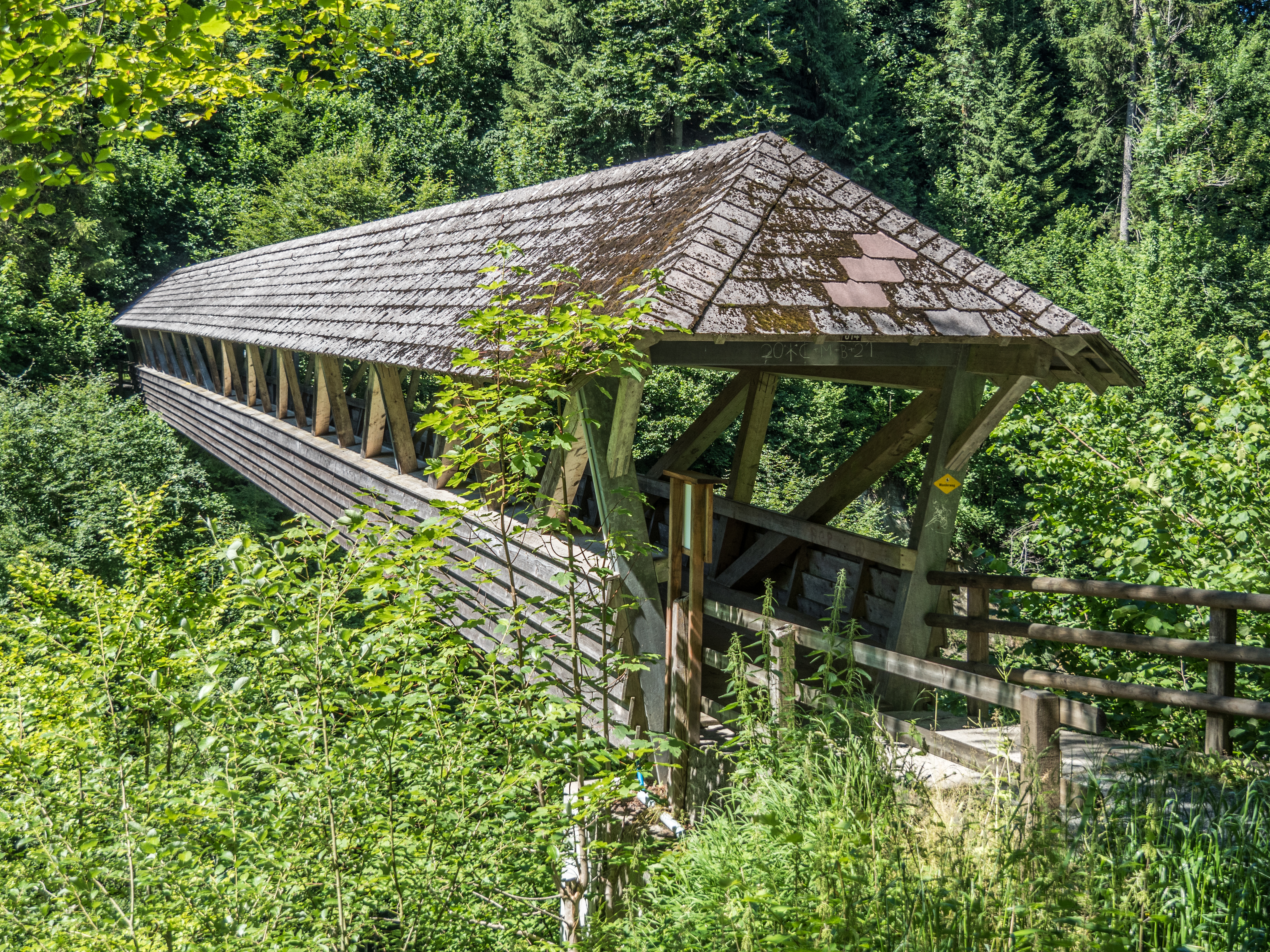
Badtöbelibrücke (erstellt 1991)
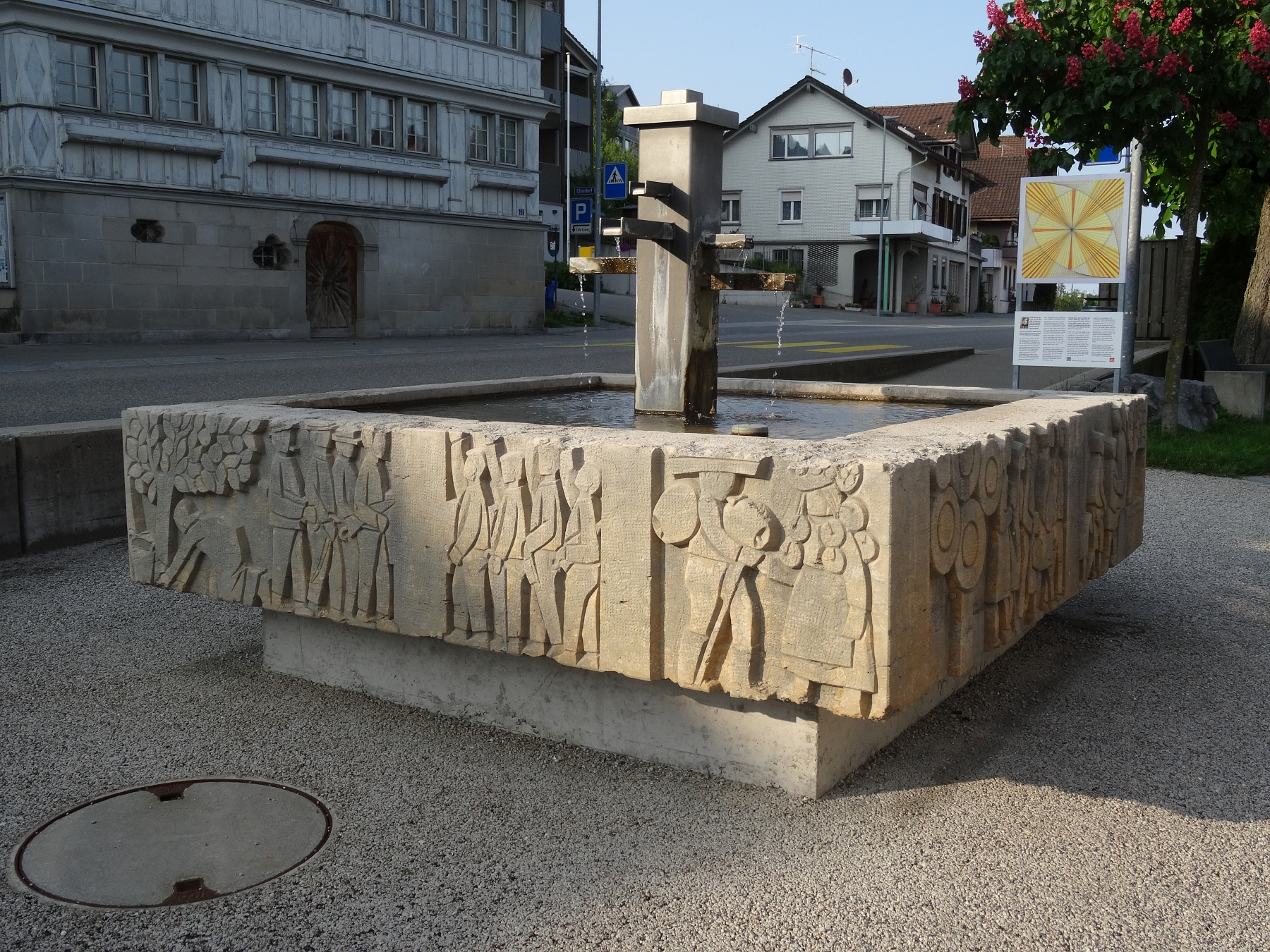
Brunnenrelief von Otto Rausch von 1965